# Константинопольский «Вечный Мир»
Константинопольский «Вечный Мир» (официально Трактат вечного между Российским и Турецким двором мира, заключённый в Константинополе Российским полномочным Послом Алексеем Дашковым и Турецким Верховным Визирем Ибрагим-Пашою) — мирный договор между Россией и Турцией, заключённый 5 (16) ноября 1720 года в Константинополе (Стамбуле),
Заменил Адрианопольский мирный договор (1713). Условия договора были лучшими для России, чем условия Прутского (1711) и Адрианопольского (1713) мирных договоров. Отражая растущее значение России в международных делах, с которым не могло не считаться турецкое правительство, Константинопольский «Вечный Мир» подтверждал мир и существовавшую русско-турецкую границу, предусматривал мирное разрешение пограничных споров.
Он по-прежнему запрещал вмешательство в «дела Польские» и введение российских войск «ни под каким претекстом», кроме как для противодействия вступившим в Речь Посполитую шведским войскам и их польским союзникам, но помимо этого, последнее исключение было расширено (ст. 2). Россия практически принимала на себя обязанности гаранта status quo в стране и её территориальной целостности: если третья страна вторглась бы в Польшу с враждебными для неё намерениями («чтоб привести Государство Польское в абсолютство и до сукцессии, или нарушить древние права и конституции и вольность… или отлучить некоторую часть от Государства»), то Россия имела право вести в Польше боевые действия против агрессора.
Стороны обязывались не предоставлять помощь враждебным одной из них державам. Запрещалось строительство укреплений на территории между Азовом и Черкасском, в устье реки Самары (приток Днепра) и между реками Орель и Самара.
Россия вновь (после 1711 года) получила право иметь дипломатического представителя в Турции (ст. 12). Русским подданным было разрешено посещать святые места без уплаты турецких налогов.
Договором подтверждались взаимные права русских и турецких купцов на свободную торговлю в обеих странах.
Заключением Константинопольского «Вечного Мира» Россия урегулировала основные вопросы русско-турецких отношений и обеспечила свой тыл на Юге в успешном завершающем периоде Северной войны.